# Трансивер

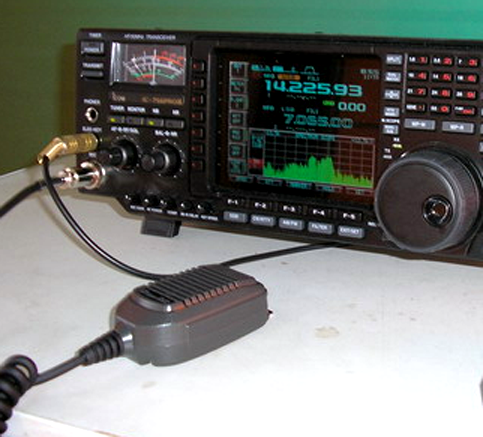
Сучасний радіоаматорський трансивер.

Транси́вер (англ. Transceiver — приймодавач) — пристрій для передачі і прийому сигналу між двома фізично різними середовищами системи зв'язку. Це приймач-передавач, фізичний пристрій, який сполучає інтерфейс хоста з локальною мережею, такий як Ethernet. Трансивери Ethernet містять електронні пристрої, що передають сигнал через кабель і детектують колізії.
Саме слово утворене з часток англійських слів trans+mitter (передавач) та re+ceiver (приймач).

## Призначення

### Ethernet
Мережний трансивер виконує наступні функції:
- прийом і передача даних з кабелю на кабель;
- визначення колізій в кабелі;
- електрична розв'язка між кабелем і іншою частиною адаптера;
- захист кабелю від некоректної роботи адаптера.

Трансивер дозволяє станції передавати в і отримувати із загального мережевого середовища передачі. Додатково, трансивери Ethernet визначають колізії в середовищі і забезпечують електричну ізоляцію між станціями. Наприклад, 10Base2 і 10Base5 трансивери підключаються безпосередньо до засобу передачі (кабель) загальної шини. Хоча перший зазвичай використовує внутрішній трансивер, вбудований в схему контролера і Т-конектор для підключення до кабелю, а другою (10Base5) використовує окремий зовнішній трансивер і AUI-кабель або трансиверний кабель для підключення до контроллера. 10BaseF, 10BaseT, FOIRL також зазвичай використовують внутрішні трансивери. Треба сказати, що існують так само зовнішні трансивери для 10Base2, 10BaseF, 10baseT і FOIRL, які можуть окремо підключатися до порту AUI або безпосередньо або через AUI-кабель.

## Радіо трансивери
Існують радіоаматорські трансивери. Це також пристрої для передачі та прийому радіосигналів між двома, або групою радіоаматорів. За часів СРСР трансивери виготовлялись радіоаматорами самостійно, але виключно з дозволу державної інспекції електрозв'язку. Найпопулярніша конструкція аматорського трансиверу - трансивер UW3DI. Наприкінці XX і початку XXI століть, до України почали завозитись трансивери для аматорського зв'язку промислового виготовлення. Переважно це трансивери американських та японських фірм.

## Дивись також
- Повторювач
- Конвертор
- Транспондер